# 于淑梅
于淑梅（1977年10月20日—）来自大连市，是中國的越野滑雪和冬季兩項运动员。2001年3月18日，在挪威举行的冬季两项世界杯中，获得世界冠军。也是自1958年设置该雪上项目以来，亚洲人所取得的第一个世界冠军。她也曾参加1998年冬季奥运会和2002年冬季奥运会。